# بونت هوفا (أنغلزي)
بونت هوفا (بالإنجليزية: Pont-Hwfa)‏ هي منطقة سكنية تقع في ويلز في أنغلزي.